# インゲヤード・ローマン
インゲヤード・エヴァ・マリア・ローマン（Ingegerd Eva Maria Råman、1943年6月19日 - 、ストックホルム）は、スウェーデンを代表する陶芸家であり、ガラス・デザイナーである。
インゲヤード・ローマンはカペラゴーデン手工芸学校（スウェーデン）やファエンツァの国立陶芸美術学校（イタリア）で学んだ。陶芸を学んだ後、ヨハンスフォース社（Johansfors）とスクルフ社（Skruf）、オレフォス社（Orrefors）でガラス・デザイナーとして活動した。スウェーデンの各賞を受賞し、作品はスウェーデン国立美術館（ストックホルム）、ヴィクトリア＆アルバート博物館（ロンドン）、ルスカ美術館（スウェーデン・ヨーテボリ）に所蔵される。1995年、スウェーデン政府よりプロフェッサーの称号を授与される。
2014年、イェルト・ウィンゴード（1951年生）との共同プロジェクトとして、リリエバルク美術館（ストックホルム）の拡張に伴う建築コンペティションで受賞した。
2008年、インゲヤード・ローマンはガン協会のピンクリボンをデザインし、現在、国立肖像画美術館（スウェーデン）で名誉肖像画賞の候補となっている。
映画監督のクラース・セーデルクイストと結婚した。